# Richard R. Ernst

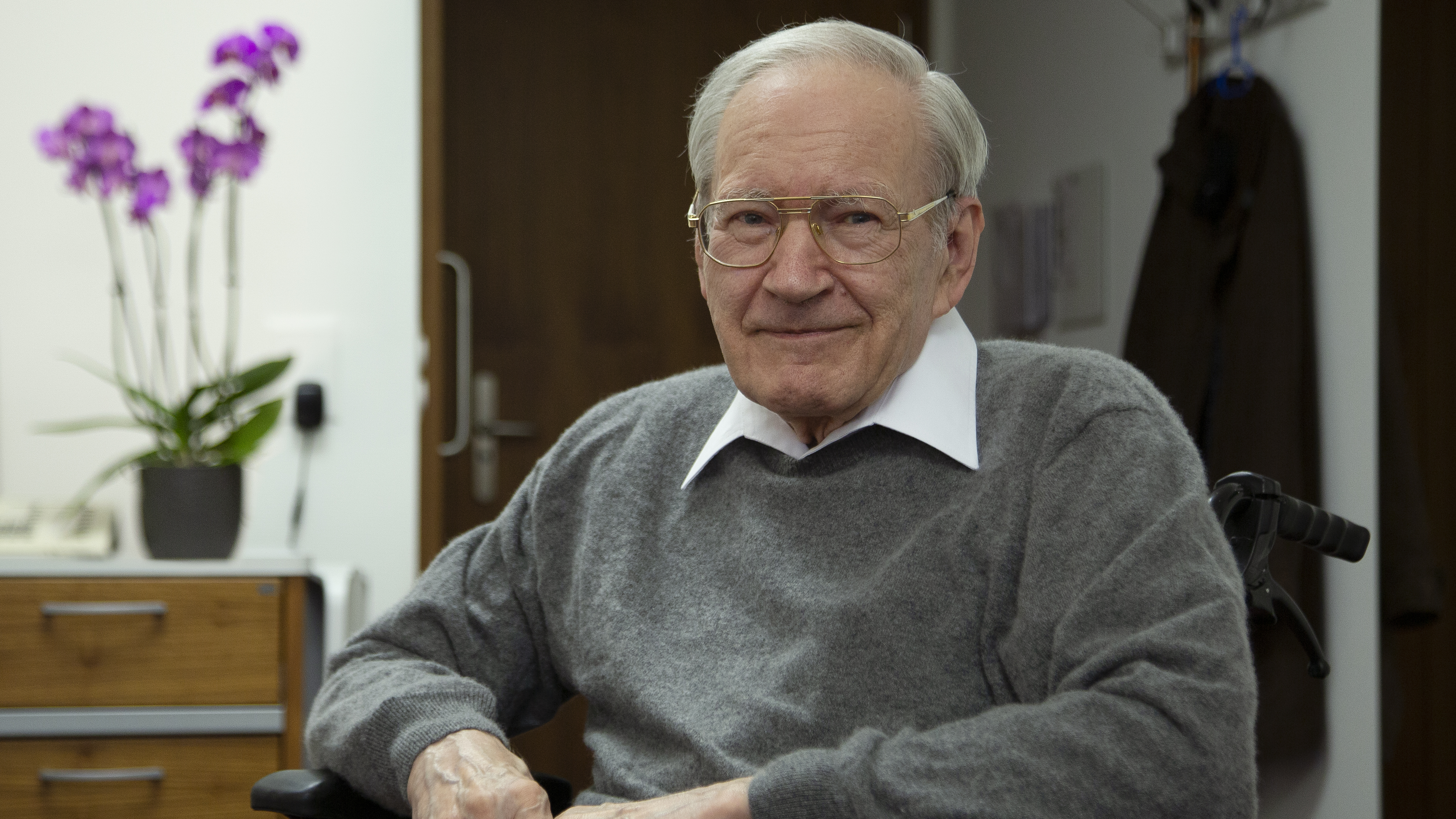
Richard R. Ernst 2020 in Winterthur

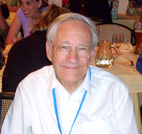
Richard R. Ernst (2009)

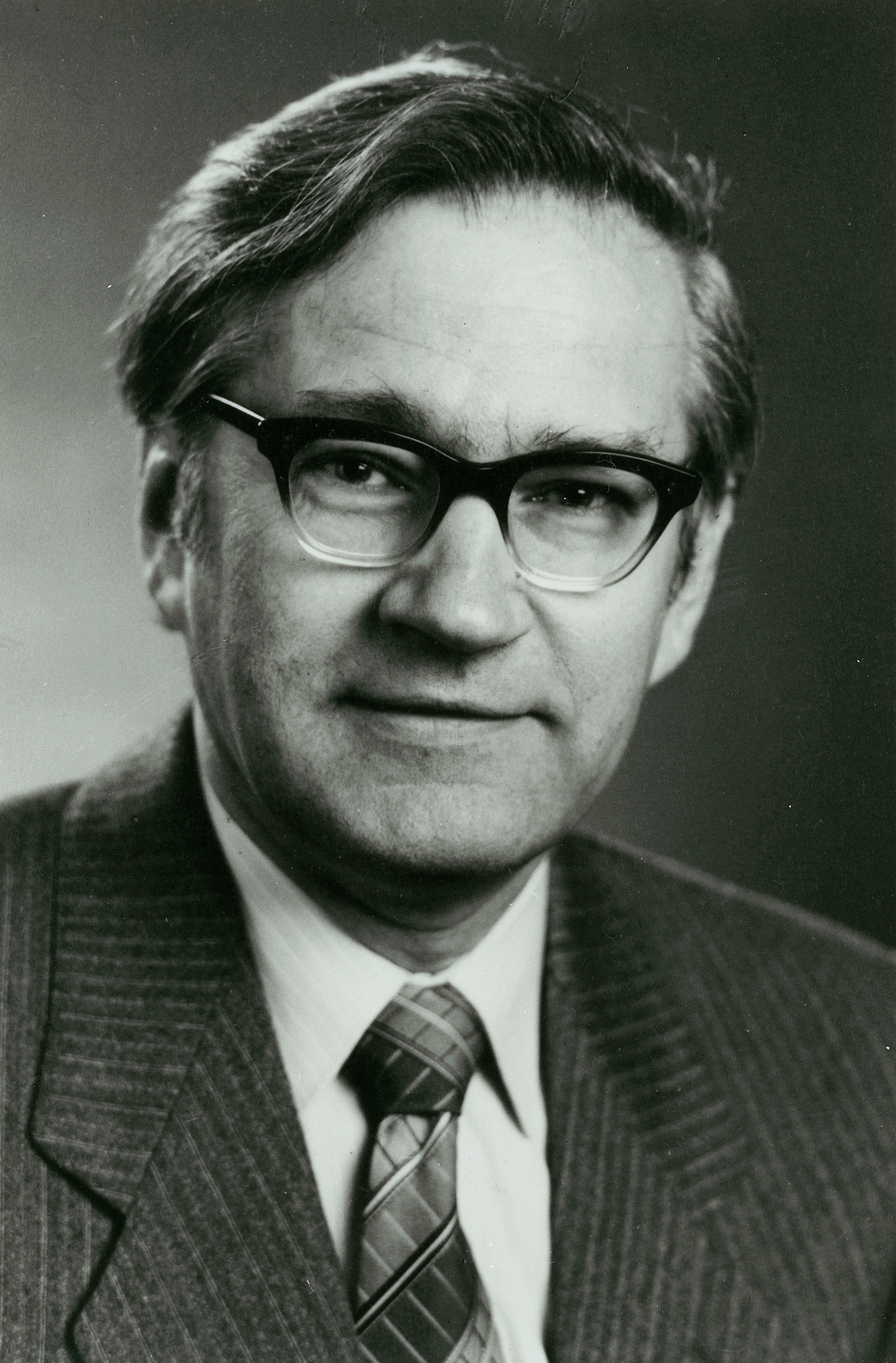
Richard R. Ernst (ca. 1986)

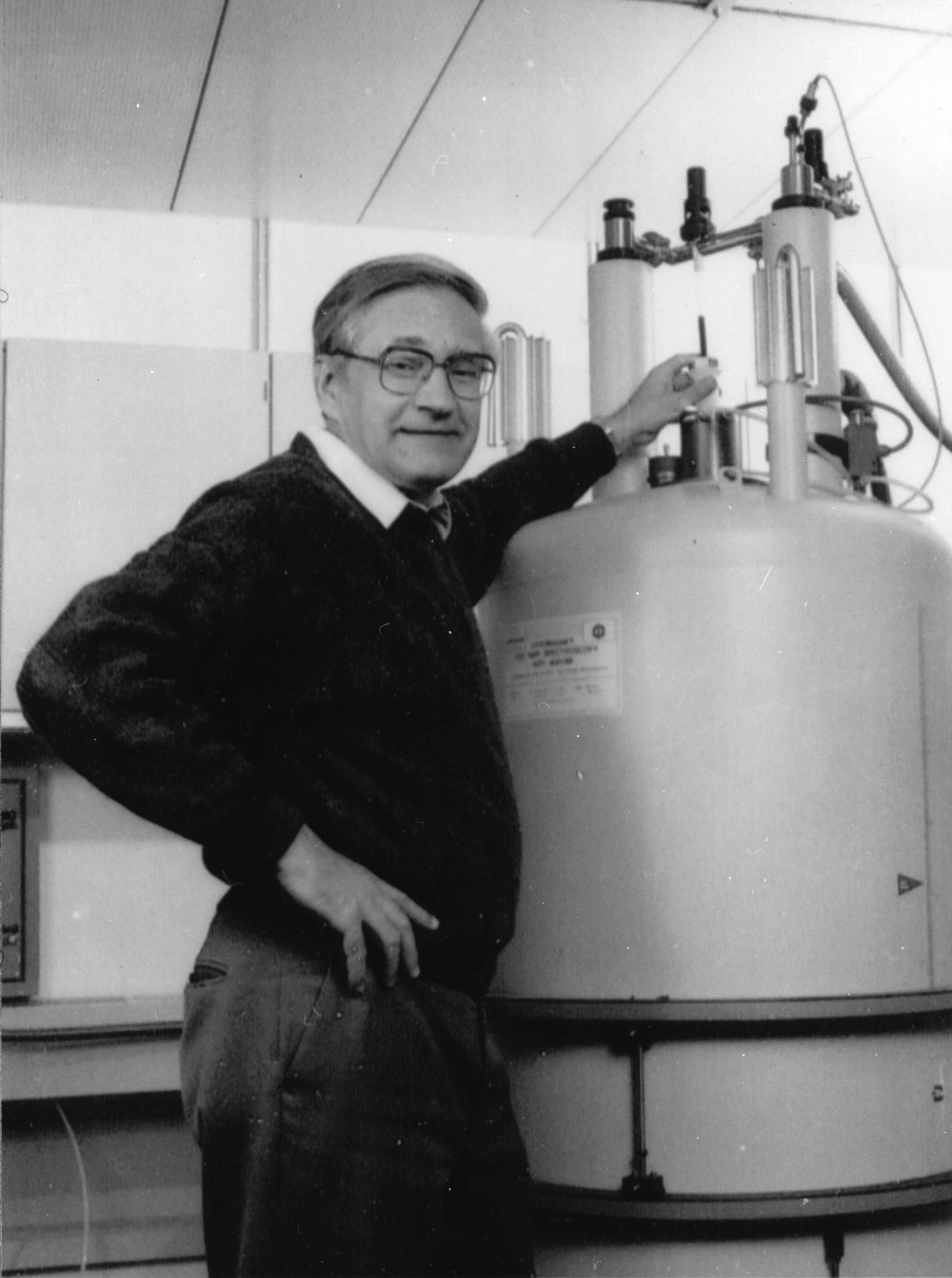
Richard R. Ernst (ca. 1980)

Richard Robert Ernst (* 14. August 1933 in Winterthur; † 4. Juni 2021 ebenda) war ein Schweizer Chemiker, der 1991 den Nobelpreis für Chemie erhielt.

## Leben
Richard R. Ernst studierte an der ETH Zürich Chemie und schloss 1962 mit einer Dissertation bei Hans H. Günthard und Hans Primas über das Thema Kernresonanz-Spektroskopie mit stochastischen Hochfrequenzfeldern sein Doktorat in physikalischer Chemie ab. Von 1962 bis 1968 wirkte er als Forscher bei der Firma Varian Associates in Palo Alto, Kalifornien, wo er die magnetische Kernspinresonanz (NMR)-Fourierspektroskopie, Rauschentkopplung und weitere Methoden entwickelte. 1968 kehrte er als Privatdozent für physikalische Chemie an die ETH Zürich zurück. 1972 folgte die Wahl zum ausserordentlichen Professor für das gleiche Lehrgebiet und ab 1976 war er Ordinarius. Ernst baute eine Forschungsgruppe in NMR-Spektroskopie mit Schwergewicht auf methodischen Entwicklungen in flüssiger und fester Phase auf. Er stimulierte die Entwicklung der medizinischen Magnetresonanz-Tomographie. In Zusammenarbeit mit Kurt Wüthrich leistete er wichtige Beiträge zur Entwicklung der NMR-Strukturbestimmungsmethode von Biopolymeren in Lösung. Für seine bahnbrechenden Beiträge zur Entwicklung der hochauflösenden magnetischen Kernresonanz-Spektroskopie (NMR) erhielt er 1991 den Nobelpreis für Chemie. 1998 emeritierte er.
Richard R. Ernst war unter anderem Mitglied des Schweizerischen Wissenschaftsrates (2000–2002), des Stiftungsrates der Marcel-Benoist-Stiftung und des Hochschulrates der Technischen Universität München.
Er erhielt zahlreiche weitere Ehrungen, darunter den Wolf-Preis (1991), den Louisa-Gross-Horwitz-Preis (1991) und den Marcel-Benoist-Preis (1986). Er war Ehrendoktor der ETH Lausanne, der TU München, der Universität Zürich, der Universität Antwerpen, der Babeș-Bolyai-Universität Cluj und der Universität Montpellier. Er war Mitglied der US National Academy of Sciences, Foreign Member der Royal Society, London, der Deutschen Akademie der Naturforscher Leopoldina, der Russischen Akademie der Wissenschaften, der Koreanischen Akademie der Wissenschaft und Technologie, ordentliches Mitglied der Academia Europaea (1989), der American Academy of Arts and Sciences und Ehrenmitglied vieler weiterer Gesellschaften. Seit 1998 vergibt die Fachgruppe magnetische Resonanzspektroskopie der Gesellschaft Deutscher Chemiker jährlich einen nach ihm benannten Preis an drei Nachwuchswissenschaftler.
Richard Ernst lebte in Winterthur und starb dort Anfang Juni 2021 im Alter von 87 Jahren.

## Autobiographie
- Nobelpreisträger aus Winterthur: Autobiografie, in Zusammenarbeit mit Matthias Meili, Baden (Schweiz): Hier und Jetzt, Verlag für Kultur und Geschichte, ISBN 978-3-03919-501-5.